# Chloris affinis
Chloris affinis là một loài thực vật có hoa trong họ Hòa thảo. Loài này được Caro & E.A.Sánchez mô tả khoa học đầu tiên năm 1971.